# Legetøjstog
Legetøjstog er små tog lavet som legetøj til børn. Nogle er beregnet til at køre på direkte på gulv med, mens andre har spor og andet tilbehør. Togene kan have virkelige eller fiktive forbilleder men kan også være baseret på ren fantasi.
Legetøjstog overlapper en del med modeltog, der er modeller af tog i bestemte størrelsesforhold. Legetøjstog adskiller sig dog ved, at det kun skal give associationer til virkeligheden og således ikke behøver følge bestemte størrelsesforhold eller bare ligne. Desuden er det som nævnt legetøj og derfor tilpasset et ungt publikum med de krav, det stiller til holdbarheden og hensynet til børnenes motorik og udvikling.
Det hører dog med til historien at bliktogene, der er forløberne for nutidens modeltog, oprindelig nærmest var mekanisk legetøj beregnet til leg og læring. Der blev lagt vægt på lighed med forbillederne under hensyn til de daværende tekniske muligheder, men præcis gengivelse gjaldt det ikke om. I nutiden har man til gengæld mulighed for præcise gengivelser, når der laves modeltog, men det er primært med henblik på købedygtige voksne. Flere producenter laver dog sideløbende forenklede og billigere modeltog med henblik på netop leg.

## Trætog
Træ har traditionelt været et allestedsnærværende råmateriale mange steder og blev og bliver derfor naturligt nok også brugt til legetøjstog. Nogle laves til at køre på gulvet med, men der findes også systemer med spor og andet tilbehør, der ligeledes er af træ.
Træsporene (oftest af bøgetræ) er lavet, så de hurtigt og nemt kan sættes sammen til en bane. Buede spor er typisk lavet med spor på begge sider, så man ved at vende dem om kan lægge både højre- og venstrekurver efter behag. Lokomotiver og vogne er som regel også af træ og med abstrakte udformninger passende til børn. Nogle tog er løst baserede på virkelige tog, mens andre er fri fantasi. Oprindelig var det kun meningen, at togene skulle skubbes, men nu findes de også med batterier og fjernstyring. Trætogene hører traditionelt til de populære legetøj, da de er robuste, og banerne hurtigt kan lægges og samles sammen igen.
Det største sortiment af trætog med tilhørende spor og tilbehør finder man hos den svenske legetøjsproducent BRIO fra Osby. Firmaet dominerer faktisk så meget, at flere andre producenter bruger samme standarder, så tog og spor passer til hinanden. De andre producenter reklamerer desuden gerne med, at de passer til BRIO.

## Bliktog
Bliktogene havde deres storhedstid i de sidste årtier af 1800-tallet og de første af 1900-tallet. Her fyldte især tyskerne meget med firmaet Gebrüder Bing fra Nürnberg som det største. Bing lavede bliktog og andet legetøj fra 1879 til 1932 og beskæftigede på sit højdepunkt 5000 medarbejdere, hvilket gjorde det til det største af sin slags i Europa. Der var dog også mange andre producenter, ikke mindst i Nürnberg, hvor f.eks. nu for længst ophørte firmaer som Jos. Kraus u. Co., Ernst Plank KG, Konrad Dressler og Karl Bub holdt til.
Nogle af de gamle producenter af bliktog formåede dog at følge med og lever videre som producenter af modeltog og tilbehør af høj kvalitet. Märklin fra Göppingen er således i dag verdens største producent af modeltog og ejer i mellemtiden også Trix, endnu af de gamle fra Nürnberg. Og af Kibri, Kindler & Briel fra Böblingen er i dag blevet tilbehørsproducenten Kibri. Fælles er at produktionen af bliktog for længst er ophørt, men ligesom togene fra de andre producenter er de nu til gengæld faste indslag på mange legetøjsmuseer.

## Lego-tog
Den danske legetøjsproducent LEGO har blandt meget andet også tog lavet af firmaets egne legoklodser på programmet. Brugen af klodser gør, at børnene kan ændre modellerne efter deres egne ønsker og kombinere dem med ting fra andre legosæt. I modsætning til trætogene er der desuden andre muligheder som åbning af døre, ligesom togene er så store, at legofigurerne kan sidde indeni dem.
Lego-togene var fra starten lavet som elektriske tog. Til at starte med benyttedes blå kunststofskinner og batteridrevne lokomotiver. Senere gik man dog over til strømførende skinner, som togene fik strøm fra, mens hastigheden reguleredes af en transformator sluttet til skinnerne. I nutiden bruges atter plastikskinner til batteridrevne tog, der dog nu styres pr. fjernbetjening.
Til de små børn findes der også batteridrevne tog, der passer til de ekstra store duploklodser. Disse tog og spor passer dog ikke sammen med de egentlige Lego-tog, selvom de kommer fra sammen firma.
Det er dog ikke kun børn, der beskæftiger sig med Lego-tog. En del voksne samler og bygger også og kan på den måde frembringe modeller af alle mulige virkelige tog. Teknikken med klodserne sætter naturligvis sine begrænsninger for realismen men med snilde og fantasi kan man komme langt. Noget der bl.a. kan beses på forskellige træf og arrangementer som det af LEGO selv arrangerede Lego World.

## Andre
Udover de mere kendte systemer så findes der også forskellige andre producenter, der lavede forenklede legetøjstog af plastik. Med deres lave priser og enkle teknik er de nemmere tilgængelige for modeltog, men de enkelte producenters udbud er typisk behersket. Typisk sælges de som sæt med et lokomotiv med to-tre vogne (evt. i stedet et togsæt), en skinnekreds og en transformator.
Legetøjsproducenten Playmobil laver også sådanne tog men tilpasset deres egne figurer. Oprindeligt lavede man tog og spor til skala G, men nu benyttes batterier og fjernstyring.